# Arte rupestre de Zuojiang Huashan
El Arte rupestre de Zuojiang Huashan (en chino: 花山 壁画; en pinyin: Huāshān Bìhuà) es una extensa área de pinturas rupestres que se realizó en acantilados de piedra caliza situados en Guangxi, en el sur de la China. Estas pinturas datan de hace cientos de siglos atrás y se encuentran en la orilla oeste del río Ming (en chino:明江, en pinyin: Ming Jiāng, (literalmente, 'río brillante'), un afluente del río Zuojiang. El área, con 38 sitios de arte rupestre que ilustran la vida y los ritos del pueblo luoyue, forma parte de la reserva natural de Nonggang, y pertenece a la ciudad de Yaoda, en el condado de Ningming. El 15 de julio de 2016, el «paisaje cultural de arte rupestre de Zuojiang Huashan» fue incluido en la lista del Patrimonio de la Humanidad de la UNESCO.

## Características
Las pinturas se encuentran entre 30 metros y 90 metros por encima del nivel del agua del río. El área principal pintada a lo largo del acantilado tiene una anchura de unos 170 metros y una altura de unos 40 metros y es una de las pinturas rupestres más grandes de China. Contiene cerca de 1900 imágenes dispuestas en unos 110 grupos. Las pinturas son de un color rojizo conseguido utilizando una mezcla de ocre rojo (hematita), cola animal y sangre. Representan figuras humanas y animales, junto con tambores de la Edad del Bronce, cuchillos, espadas, campanas y barcos. Las representaciones humanas suelen tener entre 60 centímetros y 150 centímetros de altura, hay una que alcanza los 3 metros.
Se cree que las pinturas datan de entre 1800 y 2500 (entre el siglo V a. C. y el siglo II d. C.), o bien entre 1600 y 2400 años. Sin embargo, recientes dataciones con carbono sugieren que las pinturas más antiguas se hicieron hace unos 16.000 años mientras que las más cercanas tienen alrededor de 690 años. El período de sus creaciones, por lo tanto, abarca los tiempos desde el período de los reinos combatientes hasta el final de la dinastía Han en la historia de China. Muchas de las pinturas se piensa que ilustran la vida y los rituales del antiguo pueblo luoyue, habitantes del valle del río Zuo durante este periodo, y que se cree que son los antepasados de los actuales zhuang.